# 女性化 (行為)

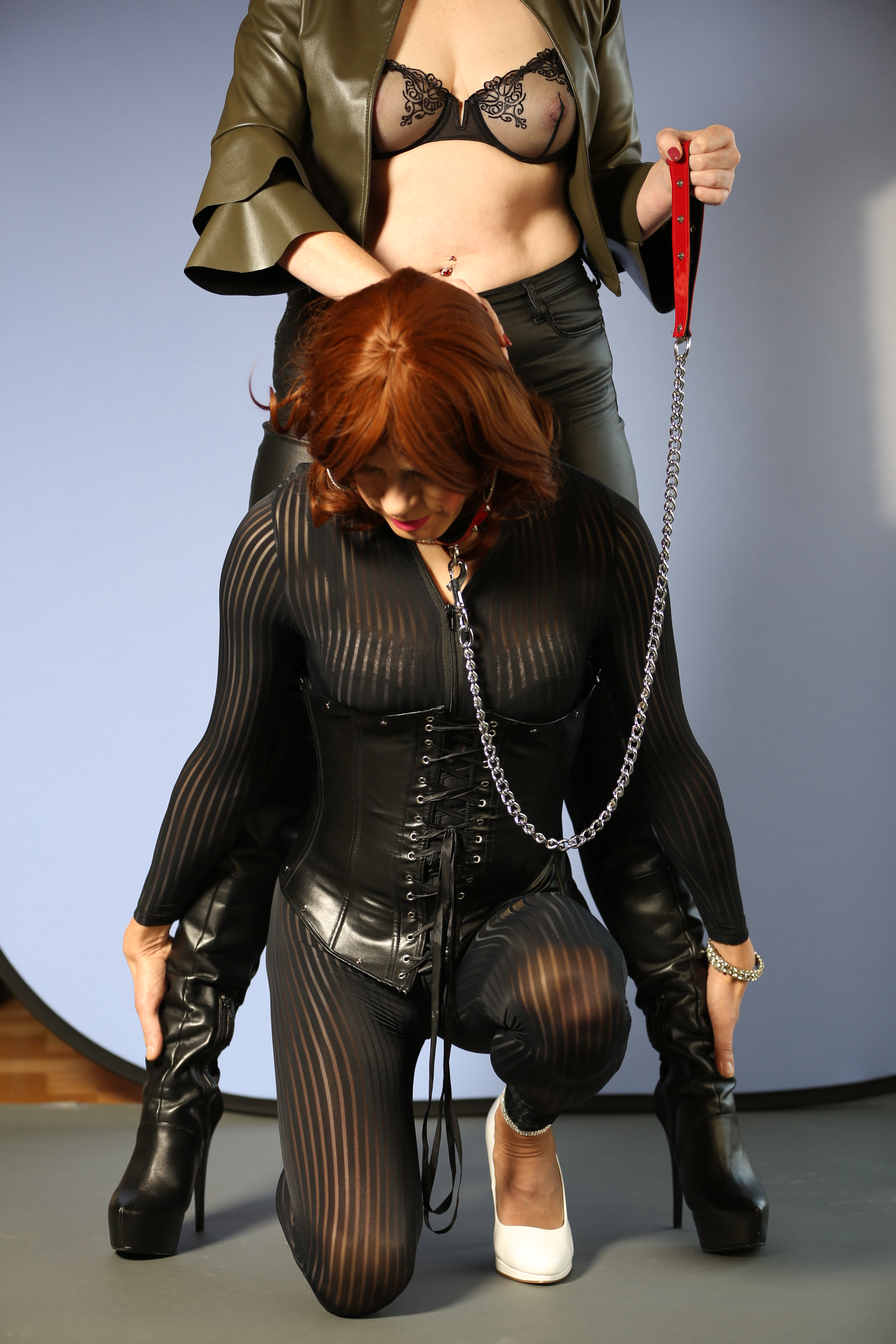
女性化セッションを行うフェムドムと、調教を受ける男性。

女性化（じょせいか、Feminization）、または強制女性化（きょうせいじょせいか）、もしくはシシフィケーション（sissification） とは、BDSMやキンクなどにおいて行われるプレイのひとつで、従順なパートナーの性的役割を転倒させて、男性に女装を含む女性的なふるまいをさせるものである。この女性化されたパートナーはしばしばシシー("sissy")と呼ばれる。一連の調教内容のうち、「シシートレーニング」と呼ばれるものやそれに準ずるものでは、長期間にわたって女性らしさへの調教が行われる。日本語における類義語として、メス堕ち（メスおち）がある。
強制女性化（英: forced feminization）は、よく見られる性的空想のひとつである。伝統的な男らしさへのプレッシャーのもとに置かれている男性がこれらのセッションに挑む動機としては、罪悪感を抱くことなしに自身の女らしさを解きはなち、無防備な状態を自覚したり個々人のセクシャリティーを探ることを通じ、BDSMのロールプレイでの役割を強化させることが挙げられる。また、主体性の放棄に主眼を置く場合、エイジプレイと組み合わせて行われることも多い。他方、支配的なパートナーの側は、調教相手が内面に持つ「女性的なペルソナ」をひきだすことを楽しむ。趣味やフェティシズムとしての女性化は、トランスジェンダーであることとは異なっている。また、おおよその場合、女性化調教を受ける人間のジェンダー・アイデンティティは、異性愛者でシスジェンダーの男性である。
女性化は芸術作品のテーマとして、性愛文学を含む文学作品のほか、写真やイラストレーションなどの視覚芸術にも取り上げられてきた。これら2つは組み合わされることもある。例えば、本来BDSMや女性化に関係のない写真に強制女性化についての文章を添えることで、新たな文脈を与えられたりする。強制女性化は漫画でも人気の主題であり、呪いやギャグの一環として登場する。

## Sissyの表記・語源
Sissyを省略せずに書けばSissy Boyである。Cissyとも表記される。語の意味するところはNancy Boy、Pansy、Girly、Girl Boy、Fairyとも近く、Faggotとも一部重複する。漫画評論家の永山薫は、語源はSister Boyであろうと推測している。しぐさ・外見が男らしくない男性一般に対する「泣き虫」「オトコオンナ」のように訳される侮蔑語である。

## 実践
ドミネイションとサブミッションや変態文化などにおける女性化は、羞恥心を性的に煽ることを目的として、性的役割の転倒や調教相手（主に男性）へ女性らしいふるまいを強制させることを伴う。具体的には、女性用ランジェリーを身につけること、女性の行儀作法を徹底させられること、女性名をつけられその名で呼ばれること、アナルセックスに受け手として参加させられること、人工乳房の着用やタッキングを行うこと が挙げられる。
女性化セッションに参加する人々は、調教されるパートナー個々人の女性性や所持している女性服に応じ、さまざまなロールプレイを行う。例として以下のようなものがある。
- ショーツや口紅を試していたところを見つかる。
- 女ものの下着をしていたことが発覚する。
- お姫様である[7]。
- 囚われの姫(Damsel in distress)、無力な女性としてふるまう[8]。
- ナースやチアリーダー、風俗嬢、OLのように、一般的に女性の仕事として考えられている、あるいは女性と結び付けられることの多い職場へ「女性として」雇われる[7] 。

ハフィントンポストが伝えるところによれば、あるドミナは女性化調教の一環として、調教相手にヒールを履かせてから「引き回して」辱めた。一方で、クライアント達に彼ら自身の女性性そのものを問い直させるセッションを行ったドミナもいた。
名前に「強制」とある通り、当人の意思に反して女性化させられるというシチュエーションはよく見られるものの、実態においては参加者の同意に基づいて行われることがほとんどである。必ずしも女性化に参加する人々がBDSMの愛好者とは限らない（女装やコスチューム、化粧のみ行う場合もある。）が、スパンキングやペギング、ボンデージ、ペニスをクリトリス呼ばわりする(Small Penis Humiliation：SPH)のような羞恥プレイが行われることも多い。女性化される側の人間はしばしば、セッション中に「シシー（Sissy)」と呼ばれ、「女性化された」と評される。
強制女性化プレイが盛んにおこなわれているのは欧米だが、日本にも、例えば東京・横浜に「Paradiso」という、女装プレイに特化した個人主宰のSMクラブがある（2009年時点）。顧客の男性は、主宰者と一対一になり、女装させられた上で調教サービスを受けることができる。料金は高額だが、週末の予約を取るのは困難だという。

### 女性化調教とその種類

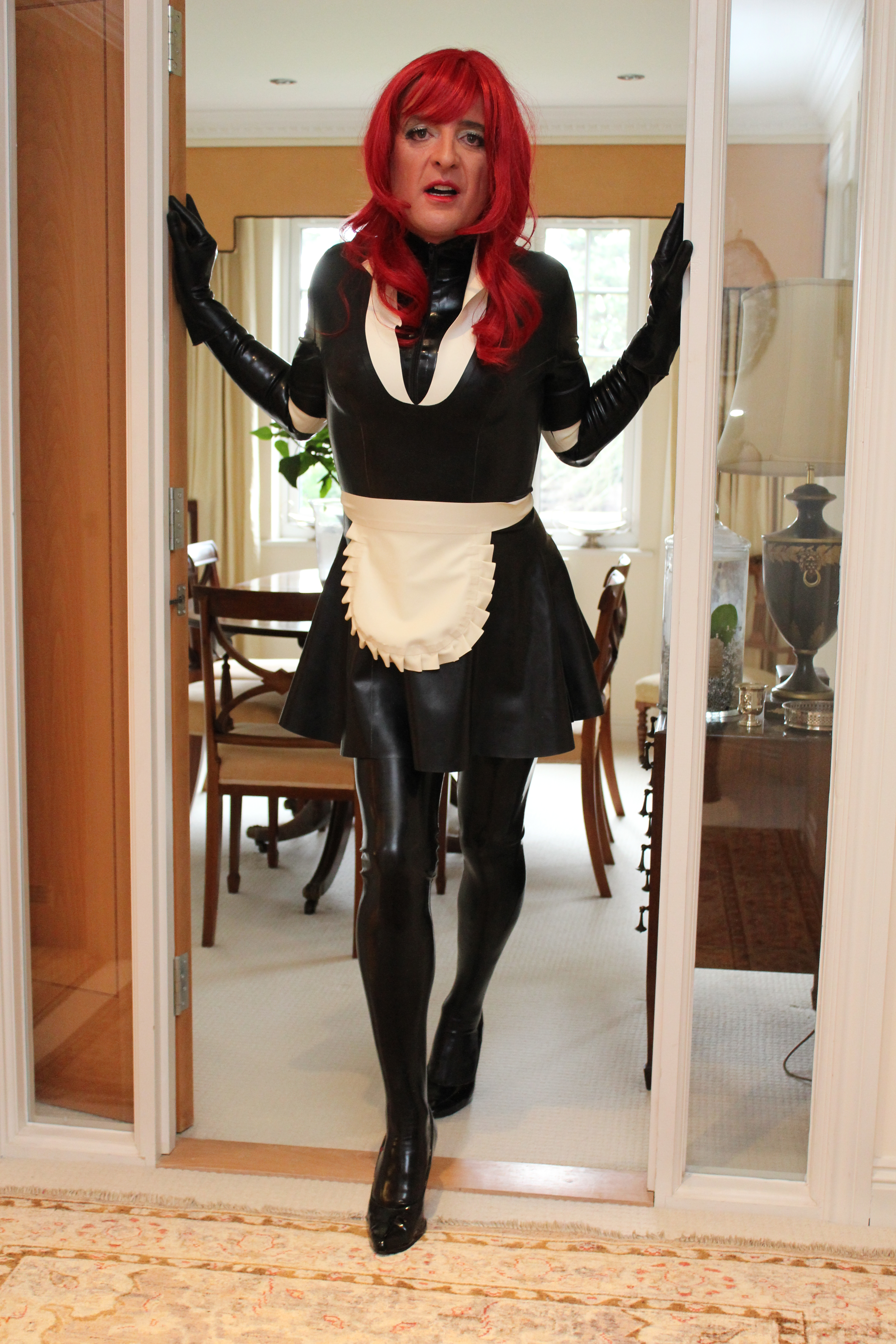
シシー・トレーニングにおいて、調教される側はメイド服を着ることもある。

フェミナイゼーションのあり方の一つとして、シシー・トレーニング(英:sissy training)がある。この方法においては、調教する側のパートナーが相手をシシーとして長期的・漸進的に躾けていき、極端なまでに女性的なふるまいをさせ、女らしい活動に参加させる。その一環として、女性として見られるために一般的であるのが、シシーに女装をさせること、性器を含む全身を剃毛・除毛させること、化粧を施すことや女ものの下着を身に着けさせることがある。もっとも極端な場合では、より女性的になるために投薬や去勢手術を行う。性的な調教もある一方、非性的な訓練として化粧や家事清掃などを行わされることがある。
より狭義の女性化調教のうち、ポピュラーなシナリオでもある「シシー・メイド・トレーニング」がある。シシーがメイドとしての役割を演じるもので、フリル付きで露出の多いメイド服（またはフレンチ・メイドやラバー製のメイド服）に身に着けながら、従順に家事をしたり、パーティーで飲み物や食べ物を給仕したりする。これらのシチュエーションにおいて、支配的なパートナーの役割は家事の監督であり、例えメイドの失敗が些細なものだったり予定調和的なものであろうと、お仕置きとしてスパンキングしたり、辱めたり、縛り上げたりする。他方、メイドが首尾よくこれらの作業を「達成した」ときには、被調教者側に射精やオーガズムが褒美として許されたりする。
また、「スラット・トレーニング」もよく見られるものの一つである。調教される側は、露出度が高く体型がはっきり見えるような「ふしだらな」女性服を着せられて、淫らさや貞操観念の欠如をなじられたり笑われたりする。これらの訓練によって、調教されている－－内気であったり決まりの悪さを感じている－－男性はこれらのネガティブな感情を克服し、彼らの思考態度を根本からもっと挑発的で性的に能動的なものへと変えていく。「スラット・トレーニング」においては、被調教側に尻や性器を丸出しにするような扇情的なポーズを取らせたり、状況に応じて適切な体勢を取ることができるように訓練させていく。

## 背景的情報
SM嬢やエスコート嬢をふくむセックスワーカーにインタビューを行ったハフィントンポストの特別記事が報じたところによれば、強制女性化(forced feminization)は顧客たちが抱く性的願望のなかでもっとも人気なものの一つであった。あるドミナが語るところによれば、彼女がセッションを行ったパートナーのうちの大半が女性化させられる願望を持っていた。ダニエル・J・リンデンは著書"Dominatrix"で、性風俗サービス利用者のサンプル305人のうち、3分の１以上が女装させられることへの関心を抱いていたことに言及している。Viceによると、調教を受ける側として参加している人間の大多数は異性愛者でシスジェンダーの男性であるが、少数ながらバイセクシャルやパンセクシャルの男性、ジェンダーフルイッドやトランスジェンダーの女性化セッションに参加していると伝えている。性社会文化史研究家の三橋順子は、女装者の性的指向は男性に向いているとは限らず、女性好きの女装者も相当数存在しており、強制女性化のサービスはそのような異性愛の女装者にも需要があるのではないかと分析している。広義のスラット・トレーニングにおいては、服従的なパートナーとして参加するものの大多数は女性で、男女その他さまざまなジェンダーの人間が調教を行う一方で、シシー・メイド・トレーニングにおいては、一般的には女性が調教を行う。
情報サイト"Kinkly"は、女性化がアクティビティとしてもつ魅力は、男性が受けている伝統的な男らしさを保たなければならないという社会的なプレッシャーから来ており、また、「女らしく」ふるまうことがいかに男性に罪悪感を抱かせるのかを説明している。女性性に惹かれた男性が「強制的に」女性的な行動をさせられるとき、他人から無理やりにやらされたという筋書きは、彼に女性らしさのはけ口をあたえると同時に、本人が内面に抱えている女性らしくふるまうことへの罪悪感を軽くする。クラウディア・ヴァリンは"The Art of Sensual Female Dominance: A Guide for Women. Carol Publishing Group"において、起こりうる社会的な汚名のため、すでに成立している性的なパートナー同士でこの性癖について言及することはまだ難しいかもしれないが、もうひとりのパートナーがどう応じるかはわからないとしている 。また、女性化を自身の内面的なセクシャリティを探求するための手段にしている人もいる。BDSMにおいて女性化は、被調教側と調教側それぞれに別の魅力があるだろう。従順なパートナー側にとっては、女性化によって、己の無力な立場を堪能しながら当人の演じる、性的ロールプレイの「女性的」な役割を補強してくれるという長所がある。一方、支配的なパートナーの側にとっても、従順なパートナーの「女性のペルソナ」を引き出すために女性化を楽しんだり、彼らの男性らしさの欠如を性的に貶める行為を楽しむことができる利点がある。
バイオレット・ブルーは著書"Fetish Sex"において、他者からすればこの性癖が女性の価値を貶めているように見えるにもかかわらず、女性化される側の従順なパートナーは、概して女性に対しての尊敬の念をもちあわせていると述べている。自著"Gender Reversals and Gender Cultures"においてサブリナ・ラメは、この「強制女性化」はしばしばフェムドムとセットで扱われるので、この行為を知らない人間からすれば女性らしさが屈辱の源として扱われていることが女性崇拝との矛盾を起こしているように見えるかもしれないが、実はそうではないとしている。フェムドムと女性化を同時に行うプレイでは、被調教側の女装行為そのものが調教している女性の優位性の証であると推察することができるように、これら2つの要素はロールプレイの中においてもそれぞれ独立しており、男性側が感じる屈辱は「男なのに女装をさせられてしまう」という文化的なタブーから来るものだと記している。
性的なフェティシズムとしての女性化は、トランスジェンダー女性であることとは大きく異なってはいる。しかしながら、アナ・ヴァレンスがデイリー・ドットに寄せた記事によれば、女性化はトランス女性にも見られる一般的な性的願望であると説明している。つまり、トランス女性が自身のジェンダー・アイデンティティが女性であることを認める前段階として、女性化させられるという性的ファンタジーを通じて、トランス女性が女性として扱われるというスティグマ化された欲求を満たすことができる、ということである。

## 創作物の主題として

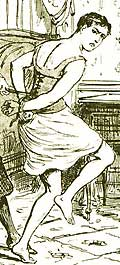
コルセットを締められ「女性化」された男性。『フレデリック』(1921年)の挿絵Don Brennus Aléra画

女性化はフィクションのテーマとして用いられてきた。一般的には、男性キャラクターが女性（妻やガールフレンド、あるいは何らかの罰として）によって強制的に女性化された後に、女としてやり過ごさなければならない状況に追い込まれるというものである。それらのバリエーションには、女装だけではなく、魔法のような肉体改造が含まれている。また、成人向け作品においては、女性化されたキャラクターがフェラチオをさせられる展開が多くみられる。
近代的な意味のポルノグラフィティにおける女性化の萌芽は19世紀末、ヴィクトリア時代後期のイギリスで小説というかたちで既に見られた。一方、現代においては、女性化を題材とした小説は一般的にインターネット上で公開されており、それらの作品はFictionManiaなどによく投稿されている。永山は、FictionManiaにおけるシシーものの傾向を調査している。永山は、シシー系が女装小説全体に占める割合は少ないとしながら、それらの作品は
カテゴリ
- バッドボーイからグッドガールへ
- 年齢低下
- スクールガール

キーワード
- ブライズ・メイド
- フレンチメイド
- オムツまたは幼女
- ペティコートとクリノリン（ペティコーティング）

などのカテゴリ・キーワードに偏在していると報告している。永山が定型として挙げているパターンに例えば次のようなものがある。「継母に懲罰として女装させられ、男の服を全部処分され、パーマを当てられ、ピアスをさせられ、女子校に編入させられ、家ではメイドとして雑用を強いられる」といったものである。
また、このような小説・物語は雑誌で発表される場合もあり、"Forced Womanhood!"はエロティックな強制女性化小説やイラストの発表の場として出版されている。さらに、女性化フィクション作品のもう一つの形態として、写真に強制的女性化キャプションと呼ばれる文章を付加するものがある。これらはしばしば写真に写っている女性の同意や承認を得ずに行われることがある。これらの作品の書き手の中には、作品の資金調達のためにインターネットでサブスクリプションサービスを使う人もいるが、コンテンツの種類によってはサービス提供者から抵抗に直面することもある。2019年、クラウドファンディングプラットフォームのPatreonが、強制的な変身要素のある女性化やシシフィケーションを含む特定の性的なコンテンツをサービスから排除することを決定した、と報じられた。

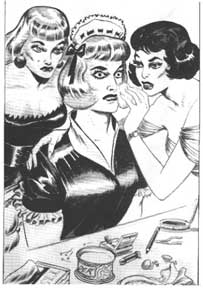
"Women Bind and Dominate Male Maid"より 1960年 ジーン・ビルブリュ―画

1950年代のアメリカ合衆国ではすでに、初期のボンデージアートの作家達のなかに、女性化を題材とした作品を製作したものもいた。例として、ジーン・ビルブリュー、エリック・スタントン、ビル・ワードが挙げられる。
ビジュアルアーティストのリオ・ソフィアは、雑誌"Forced Womanhood!"に影響を受け、その名前を冠した強制的女性化をテーマとする自画像シリーズを制作した。作品は好評を博したものの、彼女は評価に困惑させられた。ソフィアは一連の作品をトランスジェンダー・ナラティブへの批判として制作したが、大学側はそれらをむしろトランスジェンダー・ナラティブとして展示したからである。
強制女性化に関連して、アメリカ合衆国のテレビドラマシリーズ『LAW & ORDER:犯罪心理捜査班』のエピソードで、あるキャラクターが "おかしな女装家 "として登場した。これに対して作家のヘレン・ボイドは著書"My Husband Betty"の中で、現実に抱かれる強制女性化の性的妄想と、それに興味を持つ男性のあり方は、この作品に登場したものとは全く異なっていると述べている。
プレイヤーが女性キャラクターに調教されるコンセプトの成人向けVRゲーム、"Dominatrix Simulator"は、開発当初の段階では操作キャラクターを一般的な男性に据えて制作されていたが、プレイヤー側からの要望により開発者が男性以外の性別を選択できるようにし、強制女性化もロールプレイできるようにした。

### 東アジアにおいて
日本国内において、シシーに相当するジャンルとして「メス堕ち」という言葉がある。ライターの昼間たかしは、2019年にニュースサイトおたぽるに寄せたレポート記事の中で、成人向け漫画においてシシーものはあまり見られないものの、より多くの人々が自分のセクシュアリティをオープンにすることに抵抗がなくなるようになれば、このジャンルは成長するだろうと予想している。日本にはまた、「男の娘」と呼ばれる、女装をして変身する女性化物語の類型があり、人気を博している。永山は、日本の男の娘漫画の衣装や物語は欧米のシシーにも通じているところがあると述べており、例として主人公が少女姿を強制される『少年メイドクーロ君』『ブロッケンブラッド』『メイドいんジャパン』などを挙げている。このうち『ブロッケンブラッド』は、主人公の健一が女装させられ、魔法少女として戦うという設定である。おたく文化史研究家の吉本たいまつは、健一が無理矢理に女装させられて敵と戦い、毎回お約束のように衣装が破れて恥ずかしい姿を晒すという展開が、読者を惹きつけたのではないかと述べている。女装少年のマニア誌『オトコノコ倶楽部』VOL.1に『少年メイドクーロ君』のレビューが掲載されている。大富豪の御曹司に女装メイドとして仕えるツンデレのクーロ君は満員電車で痴漢されたり、学校で調教プレイを受けたりと、主人から様々な辱めを受ける。レビュアーは「ツンデレ＋強制女装という最強方程式」と題し、「エッチな下着を付けられたクーロ君が、過酷な尿道責めに、気が狂わんばかりにイかされまくってしまう……という素晴らしい内容である（笑）」と評している。